# Segunda División 1999-2000 (Spagna)
La stagione 1999-2000 è stata la sessantanovesima edizione della Segunda División, secondo livello del campionato spagnolo di calcio.

## Classifica finale
|  |     | Segunda División 1999-2000 | Pt | G  | V  | N  | P  | GF | GS | DR  |
|  | --- | -------------------------- | -- | -- | -- | -- | -- | -- | -- | --- |
|  | 1.  | Las Palmas                 | 72 | 42 | 20 | 12 | 10 | 60 | 41 | +21 |
|  | 2.  | Osasuna                    | 67 | 42 | 20 | 7  | 15 | 50 | 36 | +14 |
|  | 3.  | Villarreal                 | 66 | 42 | 18 | 12 | 12 | 61 | 46 | +15 |
|  | 4.  | Salamanca UDS              | 66 | 42 | 18 | 12 | 12 | 54 | 43 | +11 |
|  | 5.  | UE Lleida                  | 63 | 42 | 18 | 9  | 15 | 66 | 52 | +14 |
|  | 6.  | CP Mérida                  | 63 | 42 | 16 | 15 | 11 | 41 | 34 | +7  |
|  | 7.  | Levante                    | 61 | 42 | 16 | 13 | 13 | 55 | 52 | +3  |
|  | 8.  | Extremadura                | 61 | 42 | 16 | 13 | 13 | 49 | 47 | +2  |
|  | 9.  | Sporting Gijón             | 60 | 42 | 17 | 9  | 16 | 54 | 48 | +6  |
|  | 10. | Albacete                   | 59 | 42 | 15 | 14 | 13 | 51 | 53 | -2  |
|  | 11. | Eibar                      | 57 | 42 | 14 | 15 | 13 | 48 | 49 | -1  |
|  | 12. | Córdoba                    | 57 | 42 | 15 | 12 | 15 | 46 | 49 | -3  |
|  | 13. | Leganés                    | 56 | 42 | 14 | 14 | 14 | 39 | 47 | -8  |
|  | 14. | Tenerife                   | 55 | 42 | 14 | 13 | 15 | 50 | 48 | -2  |
|  | 15. | Elche                      | 53 | 42 | 12 | 17 | 13 | 48 | 58 | -10 |
|  | 16. | Badajoz                    | 51 | 42 | 9  | 24 | 9  | 38 | 39 | -1  |
|  | 17. | Atlético Madrid B          | 50 | 42 | 13 | 11 | 18 | 43 | 57 | -14 |
|  | 18. | Compostela                 | 49 | 42 | 10 | 19 | 13 | 50 | 53 | -3  |
|  | 19. | Getafe                     | 48 | 42 | 13 | 9  | 20 | 39 | 51 | -12 |
|  | 20. | CD Logroñés                | 46 | 42 | 11 | 13 | 18 | 52 | 56 | -4  |
|  | 21. | Recreativo Huelva          | 45 | 42 | 12 | 9  | 21 | 40 | 54 | -14 |
|  | 22. | Toledo                     | 40 | 42 | 10 | 10 | 22 | 34 | 55 | -21 |

### Verdetti
- Las Palmas, Osasuna e Villarreal promosse in Primera División 2000-2001
- Atlético Madrid B e Toledo retrocesse Segunda División B 2000-2001
- Mérida e Logroñés radiate per fallimento

### Squadra campione
- Željko Cicović (31 presenze)
- Tomás Olías (37)
- Jaime Ramón Molina (37)
- Francisco Nicolas Veza (33)
- Jaime Quesada (31)
- Vincent Samways (38)
- José Joaquín Moreno (33)
- Pablo Lago (35)
- Álex Castro (31)
- Eloy Jiménez (36)
- Orlando Suárez (33)
- Allenatore: Sergije Krešić

Riserve
Marcos Sequeiros (38), Luis García Tevenet (30), Ramón González (29), Koldo Sarasúa (23), Renaldo (21), Robert Jarni (17), Juan Carlos Socorro (17), Francisco Ortiz Rivas (13), Francisco Rodríguez Amador (11), David Pirri (10), Carlos Clotet (1), Jorge Larena-Avellaneda Roig (1)

## Classifica marcatori
|  | Gol | Marcatore                               | Squadra    |
|  | --- | --------------------------------------- | ---------- |
|  | 20  | Salillas                                | Levante    |
|  | 17  | Barata                                  | Tenerife   |
|  | 17  | Moisés García                           | Villarreal |
|  | 15  | Musica tradizionale cubana#Changu.C3.AD | Compostela |
|  | 15  | Josemi                                  | UE Lleida  |
|  |     |                                         |            |

## Statistiche

### Capoliste solitarie
- 3ª-9ª giornata:  Extremadura
- 10ª giornata:  Las Palmas
- 13ª-30ª giornata:  Salamanca UDS
- 35ª-42ª giornata:  Las Palmas

### Squadre
- Maggior numero di vittorie:  Las Palmas e  Osasuna (20)
- Minor numero di sconfitte:  Badajoz (9)
- Migliore attacco:  UE Lleida (66 gol fatti)
- Miglior difesa:  Mérida (34 gol subiti)
- Miglior differenza reti:  Las Palmas (+21)
- Maggior numero di pareggi:  Badajoz (24)
- Minor numero di pareggi:  Osasuna (7)
- Maggior numero di sconfitte:  Toledo (22)
- Minor numero di vittorie:  Badajoz (9)
- Peggiore attacco:  Toledo (34 gol fatti)
- Peggior difesa:  Elche (58 gol subiti)
- Peggior differenza reti:  Toledo (-21)
- Maggior numero di cartellini gialli ricevuti:  Levante (151)
- Minor numero di cartellini gialli ricevuti:  Osasuna (82)
- Maggior numero di cartellini rossi ricevuti:  Levante (18)
- Minor numero di cartellini rossi ricevuti:  Leganés (3)

### Giocatori
- Capocannoniere: Salillas (20 gol  Levante)
- Maggior numero di minuti giocati: 3780 (José Ignacio García  Elche; López Vallejo  Villarreal[3])
- Maggior numero di cartellini gialli ricevuti: Laurent Viaud (19  Levante)